# Zdzisław Augustynek
Zdzisław Augustynek (* 25. November 1925 in Jordanów; † 29. Oktober 2001 in Warschau) war ein polnischer Philosoph. In seinen wissenschaftlichen Arbeiten beschäftigt er sich hauptsächlich mit der Philosophie der Physik.

## Leben
Augustynek besuchte die Grundschule in Biecz und anschließend das Gymnasium in Gorlice. Während der Deutschen Besetzung ging er nach Biecz zurück und besucht dort das Gymnasium im Untergrund. Nach dem Zweiten Weltkrieg legte er das Abitur 1946 in Gorlice ab. Anschließend studierte er von 1946 bis 1950 Philosophie an der Universität Breslau, wo er 1950 den Magister erwarb. Anschließend ging er von 1951 bis 1953 als Doktorand an die Universität Kiew und von 1953 bis 1955 die Universität Moskau, wo er promovierte 1955 mit der Arbeit Znaczenie filozoficzne szczególnej teorii względności (Doktorvater: Chalil Magomedowitsch Fatalijew). Nach seiner Rückkehr nach Polen arbeitete er als zunächst von 1955 bis 1963 als Adjunkt an der Jagiellonen-Universität und leitete von 1957 bis 1963 die Arbeitsstelle für Naturphilosophie. Dort habilitierte er 1963 mit der Arbeit Determinizm fizyczny und war von 1963 bis 1971 als Dozent tätig. Daneben leitete er von 1964 bis 1969 den Lehrstuhl für Naturwissenschaftliche Philosophie. Das akademische Jahr 1966/1967 verbrachte er in den USA und führte Untersuchungen an der Harvard University, der University of Pittsburg und der University of Chicago durch. Nach seiner Rückkehr wurde er 1967 stellvertretender Direktor des Instituts für Philosophie an der Jagiellonen-Universität, deren Leitung er von 1969 bis 1974 übernahm. Der Titel des außerordentlichen Professors wurde ihm 1971 verliehen. An die Universität Warschau wurde er 1977 als ordentlicher Professor berufen und leitete dort bis 2000 die Arbeitsstelle für Wissenschaftsphilosophie. Augustynek emeritierte 1996.

## Publikationen
- Własność czasu, 1972
- Natura czasu, 1975
- Przeszłość, teraźniejszosć, przyszłość, 1979
- Czasoprzestrzeń: eseje filozoficzne, 1997

## Auszeichnungen
- 1974: Ritterkreuz Polonia Restituta